# Raheem Somersall
Raheem Somersall (Basseterre, 5 luglio 1997) è un calciatore nevisiano, centrocampista del North Carolina e della nazionale nevisiana.

## Carriera

### Club
Ha giocato tra la terza e la quarta divisione statunitense.

### Nazionale
Nel 2017 ha esordito in nazionale.
Ha partecipato alla CONCACAF Gold Cup 2023.

## Statistiche

### Cronologia presenze e reti in nazionale
| Cronologia completa delle presenze e delle reti in nazionale ― Saint Kitts e Nevis | Cronologia completa delle presenze e delle reti in nazionale ― Saint Kitts e Nevis | Cronologia completa delle presenze e delle reti in nazionale ― Saint Kitts e Nevis | Cronologia completa delle presenze e delle reti in nazionale ― Saint Kitts e Nevis | Cronologia completa delle presenze e delle reti in nazionale ― Saint Kitts e Nevis | Cronologia completa delle presenze e delle reti in nazionale ― Saint Kitts e Nevis | Cronologia completa delle presenze e delle reti in nazionale ― Saint Kitts e Nevis | Cronologia completa delle presenze e delle reti in nazionale ― Saint Kitts e Nevis |
| Data                                                                               | Città                                                                              | In casa                                                                            | Risultato                                                                          | Ospiti                                                                             | Competizione                                                                       | Reti                                                                               | Note                                                                               |
| ---------------------------------------------------------------------------------- | ---------------------------------------------------------------------------------- | ---------------------------------------------------------------------------------- | ---------------------------------------------------------------------------------- | ---------------------------------------------------------------------------------- | ---------------------------------------------------------------------------------- | ---------------------------------------------------------------------------------- | ---------------------------------------------------------------------------------- |
| 4-6-2017                                                                           | Erevan                                                                             | Armenia                                                                            | 5 – 0                                                                              | Saint Kitts e Nevis                                                                | Amichevole                                                                         | -                                                                                  | 85’                                                                                |
| 7-6-2017                                                                           | Tbilisi                                                                            | Georgia                                                                            | 3 – 0                                                                              | Saint Kitts e Nevis                                                                | Amichevole                                                                         | -                                                                                  | 76’                                                                                |
| 22-8-2017                                                                          | Mumbai                                                                             | Mauritius                                                                          | 1 – 1                                                                              | Saint Kitts e Nevis                                                                | Coppa Intercontinentale 2017                                                       | -                                                                                  |                                                                                    |
| 24-8-2017                                                                          | Mumbai                                                                             | India                                                                              | 1 – 1                                                                              | Saint Kitts e Nevis                                                                | Coppa Intercontinentale 2017                                                       | -                                                                                  |                                                                                    |
| 2-12-2017                                                                          | Basseterre                                                                         | Saint Kitts e Nevis                                                                | 1 – 0                                                                              | Grenada                                                                            | Amichevole                                                                         | -                                                                                  | 92’                                                                                |
| 25-3-2018                                                                          | Santiago de los Caballeros                                                         | Rep. Dominicana                                                                    | 2 – 1                                                                              | Saint Kitts e Nevis                                                                | Amichevole                                                                         | -                                                                                  |                                                                                    |
| 18-11-2018                                                                         | Basseterre                                                                         | Saint Kitts e Nevis                                                                | 0 – 1                                                                              | Canada                                                                             | CONCACAF Nations League 2019-2020 - Qualificazioni                                 | -                                                                                  |                                                                                    |
| 14-11-2019                                                                         | Basseterre                                                                         | Saint Kitts e Nevis                                                                | 0 – 0                                                                              | Grenada                                                                            | CONCACAF Nations League 2019-2020 - Fase a gironi                                  | -                                                                                  | 79’                                                                                |
| 24-3-2021                                                                          | San Cristóbal                                                                      | Saint Kitts e Nevis                                                                | 1 – 0                                                                              | Porto Rico                                                                         | Qual. Mondiali 2022                                                                | -                                                                                  | 60’                                                                                |
| 27-3-2021                                                                          | Nassau                                                                             | Bahamas                                                                            | 0 – 4                                                                              | Saint Kitts e Nevis                                                                | Qual. Mondiali 2022                                                                | -                                                                                  | 87’                                                                                |
| 4-6-2021                                                                           | Basseterre                                                                         | Saint Kitts e Nevis                                                                | 3 – 0                                                                              | Guyana                                                                             | Qual. Mondiali 2022                                                                | -                                                                                  | 78’                                                                                |
| 8-6-2021                                                                           | Santo Domingo                                                                      | Trinidad e Tobago                                                                  | 2 – 0                                                                              | Saint Kitts e Nevis                                                                | Qual. Mondiali 2022                                                                | -                                                                                  | 86’                                                                                |
| 12-6-2021                                                                          | Basseterre                                                                         | Saint Kitts e Nevis                                                                | 0 – 4                                                                              | El Salvador                                                                        | Qual. Mondiali 2022                                                                | -                                                                                  | 62’                                                                                |
| 24-6-2023                                                                          | Fort Lauderdale                                                                    | Trinidad e Tobago                                                                  | 3 – 0                                                                              | Saint Kitts e Nevis                                                                | Gold Cup 2023 - 1º turno                                                           | -                                                                                  | 26’ 73’                                                                            |
| 28-6-2023                                                                          | Saint Louis                                                                        | Saint Kitts e Nevis                                                                | 0 – 6                                                                              | Stati Uniti                                                                        | Gold Cup 2023 - 1º turno                                                           | -                                                                                  | 63’                                                                                |
| 2-7-2023                                                                           | Santa Clara                                                                        | Giamaica                                                                           | 5 – 0                                                                              | Saint Kitts e Nevis                                                                | Gold Cup 2023 - 1º turno                                                           | -                                                                                  | 60’                                                                                |
| Totale                                                                             |                                                                                    | Presenze                                                                           | 16                                                                                 |                                                                                    | Reti                                                                               | 0                                                                                  |                                                                                    |

## Palmarès
- USL League One: 1

North Carolina: 2023